# Warsaw Spire
Il Warsaw Spire è un complesso costituito da un grattacielo e due edifici adiacenti situato a Varsavia, in Polonia.

## Descrizione
Utilizzato per ospitare uffici, è realizzato in stile neomoderno. Il complesso consiste in tre edifici: il più elevato del complesso, Warsaw Spire A, è alto 220 metri, mentre gli altri due, Warsaw Spire B e C, sono alti 55 metri.
Nella struttura ha sede l'agenzia europea FRONTEX.
Nel 2017, ha ricevuto il MIPIM Award come miglior ufficio aziendale nel mondo durante la MIPIM International Property Fair a Cannes.

La torre principale è il terzo edificio più alto in Polonia (dopo il  Varso e il Palazzo della Cultura e della Scienza).